# 생젱골프-생모리스 철도
생젱골프-생모리스 철도(Saint-Gingolph–Saint-Maurice railway)는 스위스의 단선 철도이다. 그것은 1859년 7월 14일에 이탈리아선(Ligne d'Italie, 리뉴 디탈리)에 의해 문을 열었다. 제네바 호수에 있는 르부브르와 생모리스를 연결한다. 생젱골프 근처의 프랑스-스위스 국경선은 1886년 6월 1일 에비앙-레뱅 방향의 연장선과 함께 개통되었다. 에비앙까지의 프랑스선과 함께 선은 때때로 통킹선이라고 불린다. 지질학적 조건에서 인도차이나 건설 노동자들이 유사점을 보았기 때문이다. 발레주의 첫 번째 철도 노선이었다. 691m 길이의 터널은 노선의 유일한 주요 구조물인 생모리스 접근로에 건설되어야 했다. (터널은 1906년 심플론 철도를 복선으로 업그레이드하는 동안 490m로 단축되었다).

## 역사
일찍이 1852년에 빌뇌브에서 아오스타(Aosta)까지 노선에 대한 양보가 모색되었다. 무엇보다도 발레주는 마르티니와 시옹 사이와 일레사(Illersaz)와 르부브르 사이의 두 연결선이 필요했기 때문에 이 작업이 진행되지 않았다. 그러나 1년 후 르부브르에서 시옹으로 가는 노선에 대해 제출된 신청서는 성공적이었고, 연방 허가를 받았다. 이 노선은 국제통로로 계획되었지만, 이런 방식으로 운영되지는 않았다. 이것은 부분적으로 연속된 생젱골프-에비앙 철도 때문이었다. 1886년에 개통되었고 따라서 로잔-브리크선 개통 이후에 개통되었다. 프랑스 노선 구간은 파리-리옹-지중해 철도 회사(PLM)에 의해 건설되었다. 에비앙-레뱅과 생젱골프 사이의 여객 운영은 1937년에 폐쇄되었다. 이 노선의 화물은 제2차 세계 대전 중에 추축국의 직접 통제 하에 있지 않은 스위스로 건너는 유일한 노선이 되었을 때 탄력을 받았다. 그런 다음 그것은 무의미하게 돌아갔고, 1988년에는 모든 교통이 프랑스 쪽에서 끝났다. 그 이후로 차량은 생모리스 방향으로만 운행되었다. 생모리스와 콜롱베(Collombey) 사이의 노선은 1946년에, 나머지 노선은 1954년에 생젱골프까지 전철화되었다.

## 운행
여객 교통은 레기온알프스에서 운영하는 시간당 지역 열차로 제한된다. 1990년대에 서비스가 2시간 간격으로 줄어든 스위스의 몇 안 되는 회선 중 하나였던 이후로 빈도가 증가했다. 지역 서비스는 이제 생모리스를 넘어 브리크까지 계속된다.
몽테와 콜롱베의 다양한 사이딩은 생모리스로 향하는 화물 운송을 매일 제공한다. 사이딩(Losinger, Givo., CABV, AGIP) 외에도 몽테역만 단일 웨건로드 트래픽에 대한 기본 네트워크에 열려 있다. 부브르는 여전히 화물 운송의 운영 지점으로 열려 있지만, 현재는 거의 사용되지 않는다. 따라서 생젱골프와 몽테 사이에는 일일 화물 운송이 없다.